# 더 텔레비전 드라마 아카데미상
더 텔레비전 드라마 아카데미상(ザテレビジョンドラマアカデミー賞)은 일본의 텔레비전 정보지《더 텔레비전》을 발행하는 KADOKAWA가 주최하는 텔레비전 드라마에 대한 상이다.  시즌마다 심사가 이루어지기 때문에 연 4회 개최되고있다.